# Flughafen Hévíz-Balaton

i7
i11
i13
Der Hévíz-Balaton Airport (auch Flughafen Sármellék; IATA-Code: SOB, ICAO-Code: LHSM) ist ein ungarischer Regionalflughafen nahe dem Balaton.

## Lage und Verkehrsanbindung
Der Flughafen liegt etwa 11 km von Hévíz und etwa 15 km von Keszthely entfernt im Komitat Zala westlich des Balaton auf dem Grund der Gemeinde Sármellék. Flugpassagiere können mit Transferbussen oder mit vor dem Flughafengebäude wartenden Taxis in ihre Urlaubsunterkunft befördert werden. Eine Regierungsentscheidung im Jahr 2016 setzte die Frist für den Bau eines Eisenbahnringes um den Plattensee bis 2022 ein. Bis 2017 gibt es noch keine Entscheidung, ob ein Stopp am Flughafen Teil des Balaton Rail Ring sein wird.

## Geschichte

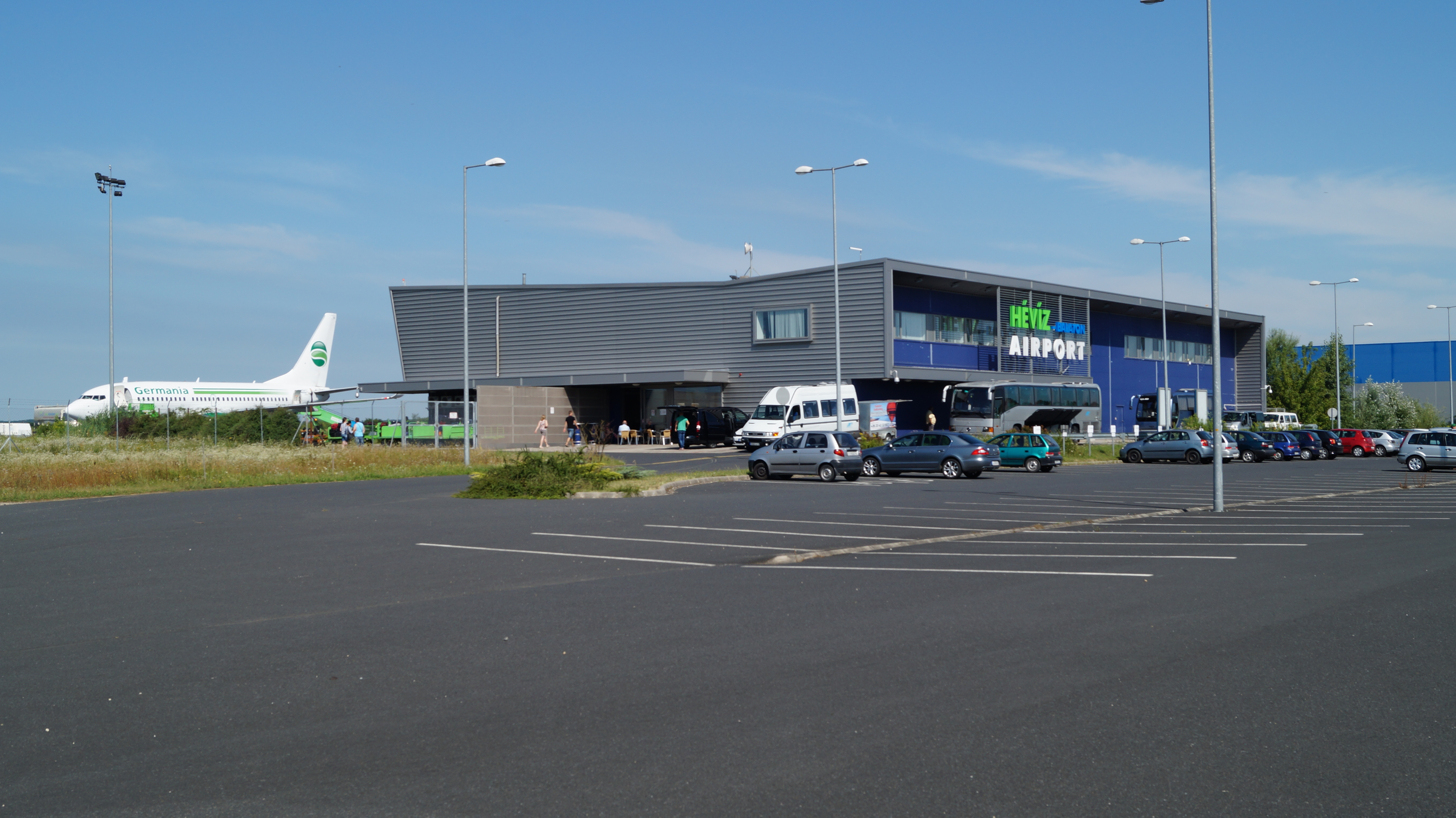
Terminalgebäude des Hévíz-Balaton Airport

Seit 1991 ist der ehemalige sowjetische Militärflugplatz für den zivilen Luftverkehr geöffnet. Seine Infrastruktur entspricht bisher nicht dem Standard anderer Verkehrslandeplätze. Seit der Umstellung auf den Zivilluftverkehr ist ein Großteil der Gebäude dem Verfall preisgegeben.
Im Dezember 2004 erhielt das irisch-ungarische Unternehmen Cape Clear Aviation einen 99-Jahres-Vertrag für den Betrieb des Flughafens. Ein Sicherheitszaun um den Flughafen wurde im Frühjahr 2005 fertiggestellt, im folgenden Sommer erhielt die Start- und Landebahn eine Befeuerung und ein Instrumentenlandesystem. Im September 2005 wurde das neue Terminal fertiggestellt; aufgrund von Verzögerungen bei zusammenhängenden Bauarbeiten konnte das Gebäude erst am 4. Mai 2006 in Betrieb genommen werden. An diesem Tag landete der erste Flug von Ryanair auf dem Flughafen Sármellék, zur gleichen Zeit wurde auch mit easyJet über die Aufnahme von Flügen verhandelt. Zu den Flügen von easyJet kam es letztlich nicht, außerdem stellte Ryanair die Flüge zwischenzeitlich wieder ein. Nördlich des neuen Passagierterminals errichtete man ein Frachtterminal, welches von DHL geleast und betrieben wurde. Das Frachtterminal ging Anfang September 2007 in Betrieb, die polnische Frachtfluggesellschaft Exin stationierte im Auftrag von DHL Antonow An-26 am Flughafen. Mittlerweile wird er von DHL jedoch nicht mehr als Flugziel gelistet.
Nachdem er 2009 Insolvenz angemeldet hatte, wurde der Betrieb im April 2010 mit Beginn der Tourismussaison wieder aufgenommen und anschließend erneut zeitweise eingestellt.
Inzwischen wurde der Flughafen am 16. April 2012 nach der Umbenennung in Hévíz-Balaton Airport wiedereröffnet. Mit der Insolvenz und anschließenden Liquidation der InterSky im November 2015 verlor der Flughafen eine wichtige Fluggesellschaft. Im Folgejahr wurden die Ziele der InterSky von VLM Airlines angeflogen, diese musste am 22. Juni 2016 jedoch mitten in der Hauptsaison selbst Insolvenz anmelden. Sie wurde daher kurzfristig durch Czech Airlines ersetzt. Im Sommer 2016 stellte Freebird Airlines ihre Flüge aufgrund geringer Passagierzahlen ein.
Am 5. Februar 2019 stellte Germania den Flugbetrieb ein, die für 2019 geplanten Flüge sollen stattdessen von Sundair durchgeführt werden. Außerdem wird Czech Airlines im Sommer 2019 Flybe ersetzen.

## Flughafenanlagen

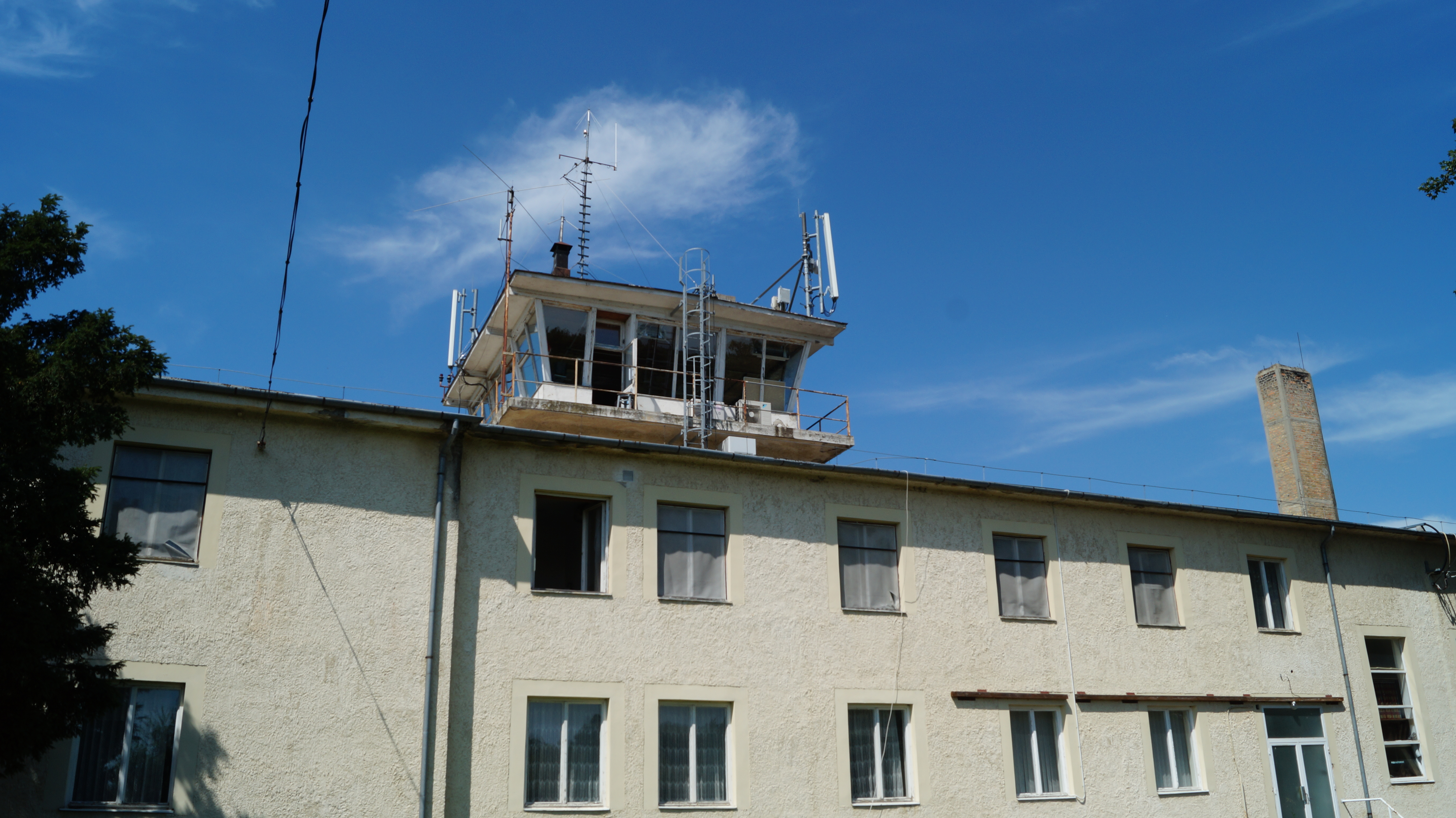
Der Kontrollturm des Flughafens

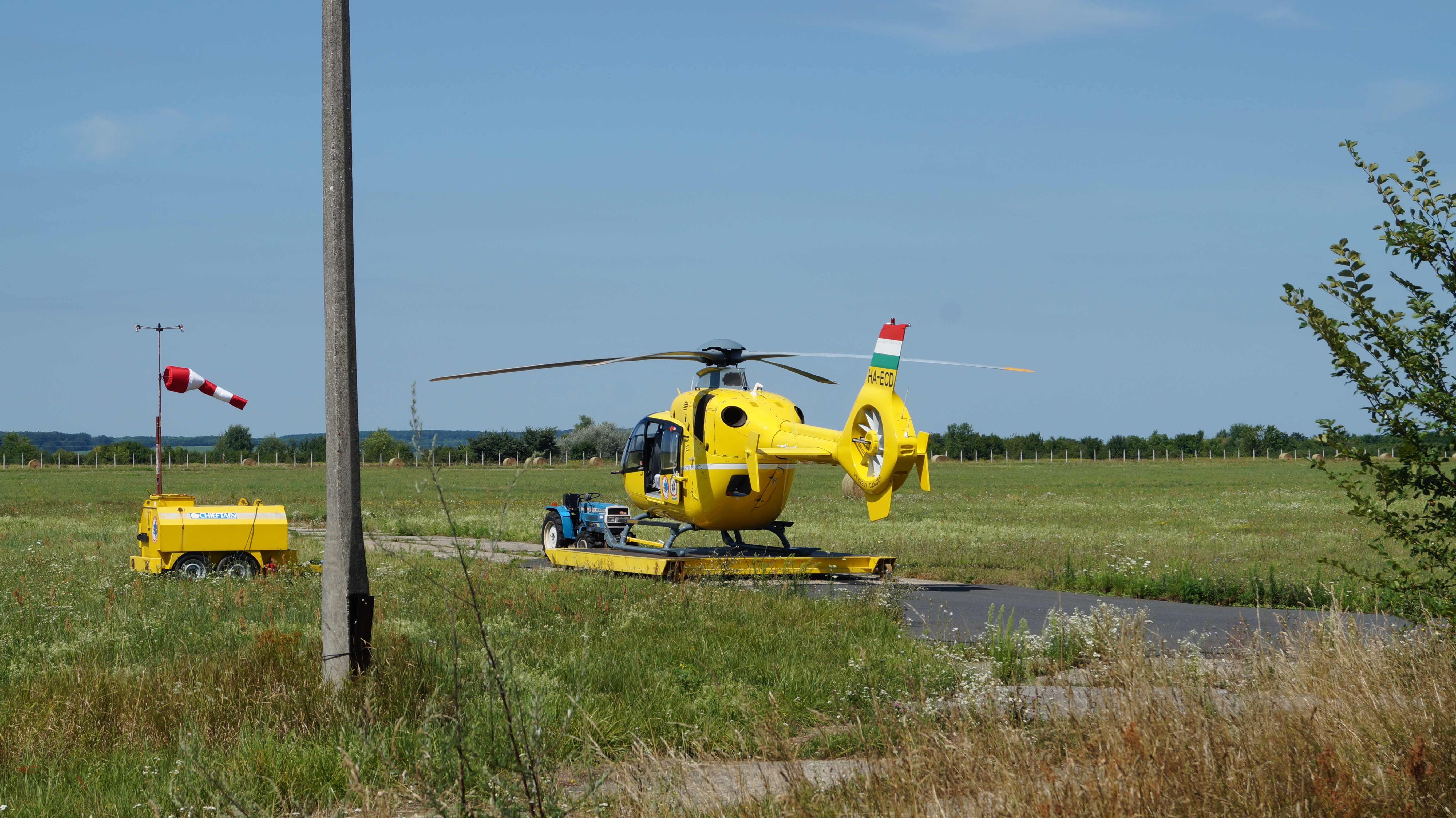
Der am Flughafen stationierte Rettungshelikopter

### Start- und Landebahn
Der Flughafen verfügt über eine 2.500 Meter lange und 60 Meter breite Start- und Landebahn mit einem Belag aus Beton.

### Terminal
Der Flughafen verfügt über ein kleines Terminal am nördlichen Ende der Start- und Landebahn. Das Gebäude wurde im Mai 2006 in Betrieb genommen und verfügt über eine Kapazität von 300.000 Passagieren pro Jahr, die bisher jedoch nicht annähernd ausgeschöpft werden konnte. Außerdem wurde für das Terminal ein asphaltiertes Vorfeld errichtet, während die restlichen Betonrollwege noch aus der Zeit als sowjetischer Militärflugplatz stammen.

### Sonstiges
Der Kontrollturm befindet sich 800 Meter südlich des neuen Terminals auf dem Dach des alten Passagierterminals.
Die Luftrettungsgesellschaft OMSZ Légimentő verfügt über eine Basis am Flughafen. Sie ist mit einem Eurocopter EC 135 T2 ausgestattet, der Hangar befindet sich neben dem alten Passagierterminal.

## Fluggesellschaften und Ziele
Der Hévíz-Balaton Airport wird hauptsächlich während des Sommers angesteuert, größtenteils sind dies Flüge aus oder nach Deutschland. Im Sommer 2022 wird der Flughafen regelmäßig ausschließlich von Wizz Air von Dortmund angeflogen. Daneben gibt es einige Charterflüge mit der Fluggesellschaft Sundair.

## Verkehrszahlen
| Jahr | Fluggastaufkommen | Luftfracht (Tonnen) | Flugbewegungen |
| ---- | ----------------- | ------------------- | -------------- |
| 2018 | 11.466            | 3,128               | 2.828          |
| 2017 | 13.229            | 15,092              | 2.357          |
| 2016 | 17.663            | 11,268              | 936            |
| 2015 | 15.748            | 15,293              | 2.092          |
| 2014 | 28.588            | 28,065              | 795            |
| 2013 | 25.015            | 18,086              | 682            |
| 2012 | 18.831            | 7,787               | 559            |
| 2011 | 18.191            | 317,150             | 652            |
| 2010 | 14.828            | 264,773             | 533            |
| 2009 | 15.075            | 45,500              | 1.727          |
| 2008 | 102.131           | 502,560             | 3.650          |
| 2007 | 105.697           | 695,295             | 4.622          |
| 2006 | 63.627            | 3,500               | 2.530          |
| 2005 | 25.932            | -                   | 1.934          |
| 2004 | 21.077            | -                   | 1.528          |

## Trivia
- Um höhere Passagierzahlen zu erzielen, wirbt der Flughafen unter anderem für den Medizintourismus nach Ungarn. Außerdem finden sich auf der Webseite Links zu den Webseiten einer Anwaltskanzlei und einem Immobilienmakler.